# Esqui alpino nos Jogos Pan-Americanos
O Esqui alpino nos Jogos Pan-Americanos foi introduzido em 1990, na primeira e única edição Jogos Pan-Americanos de Inverno de 1990. Foi também o único esporte na competição

## Competições de esqui alpino

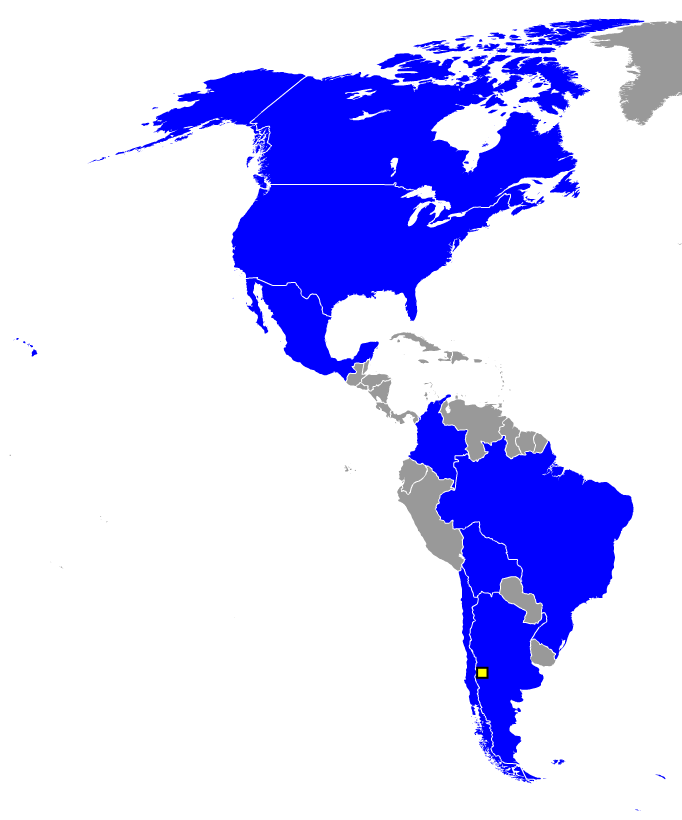
Os países que participaram dos Jogos Pan-Americanos de Inverno de 1990.

Em parênteses o número de eventos.
- Esqui alpino (6)
  - Slalom (2)
  - Slalom gigante (2)
  - Supergigante (2)

## Quadro de medalhas
| Quadro de medalhas/ Las Leñas 1990 |                |                 |                  |                   |       |
| Pos                                | País           | Medalha de ouro | Medalha de prata | Medalha de bronze | Total |
| 1                                  | Estados Unidos | 4               | 2                | 5                 | 11    |
| 2                                  | Canadá         | 2               | 4                | 1                 | 7     |
|                                    | Argentina      | 0               | 0                | 0                 | 0     |
| Bolívia                            | 0              | 0               | 0                | 0                 |       |
| Brasil                             | 0              | 0               | 0                | 0                 |       |
| Chile                              | 0              | 0               | 0                | 0                 |       |
| Colômbia                           | 0              | 0               | 0                | 0                 |       |
| México                             | 0              | 0               | 0                | 0                 |       |

## Lista de Medalhistas
- Fonte:Olympedia.org/[2]

Slalom Downhill
| Pos.              | Atleta        | Notas |
| ----------------- | ------------- | ----- |
| Medalha de ouro   | Brian Stemmle |       |
| Medalha de prata  | Rob Boyd      |       |
| Medalha de bronze | A.J. Kitt     |       |

| Pos.              | Atleta        | Notas |
| ----------------- | ------------- | ----- |
| Medalha de ouro   | ?             |       |
| Medalha de prata  | Lucie Laroche |       |
| Medalha de bronze | Hilary Lindh  |       |

Slalom gigante
| Pos.              | Atleta       | Notas |
| ----------------- | ------------ | ----- |
| Medalha de ouro   | Jeff Olson   |       |
| Medalha de prata  | ?            |       |
| Medalha de bronze | Jeremy Nobis |       |

| Pos.              | Atleta            | Notas |
| ----------------- | ----------------- | ----- |
| Medalha de ouro   | Diann Roffe       |       |
| Medalha de prata  | Nancy Gee         |       |
| Medalha de bronze | Michelle McKendry |       |

Supergigante
| Pos.              | Atleta       | Notas |
| ----------------- | ------------ | ----- |
| Medalha de ouro   | A.J. Kitt    |       |
| Medalha de prata  | Tommy Moe    |       |
| Medalha de bronze | Jeremy Nobis |       |

| Pos.              | Atleta             | Notas |
| ----------------- | ------------------ | ----- |
| Medalha de ouro   | Krista Schmidinger |       |
| Medalha de prata  | Nancy Gee          |       |
| Medalha de bronze | Julie Parisien     |       |

## Ligações Externas
- Sports123